# 米开朗基罗·兰普拉
米开朗基罗·兰普拉（Michelangelo Rampulla，1962年8月10日—），是一名已经退役的意大利职业足球运动员，司职守门员。退役后他成为一名教练，现在担任中国足球超级联赛球队广州恒大的守门员教练。

## 职业生涯
兰普拉出生于西西里岛帕蒂镇，在家乡的业余球队帕蒂人开始足球生涯。1980年，他加盟职业球队切塞纳，之后又效力于瓦雷斯和克雷莫纳，是克雷莫纳升级到意大利足球甲级联赛的功臣之一。他是意大利顶级联赛第一名在运动战中进球的守门员，这场比赛发生在1992年2月23日，1991/92赛季意甲联赛第22轮，克雷莫纳在比赛的最后时刻仍然0比1落后于亚特兰大，兰普拉加入进攻球员行列并接队友的任意球头球破门，扳平比分。但是，克雷莫纳在那个赛季降级至意大利足球乙级联赛，兰普拉转会加盟意大利豪门尤文图斯，担任球队的后备门将，并在2002年宣布退役。

## 教练生涯
退役后，兰普拉成为尤文图斯教练组的成员，大部分时间是担任球队的守门员教练。2010年10月，兰普拉离开球队。2011年7月，意大利足球丁级联赛球队德东纳宣布兰普拉正式担任球队主教练。 但在当年12月5日，他和球队经过协商后正式解除合同。
2012年5月17日，兰普拉接受前尤文图斯主帅马尔切洛·里皮的邀请，成为中国足球超级联赛球队广州恒大的守门员教练。